# Marian Podkowiński
Marian Podkowiński, ps. „Czarny” (ur. 19 kwietnia 1909 w Wilnie, zm. 7 sierpnia 2006 w Warszawie) – polski dziennikarz, reportażysta, publicysta, pisarz. 

## Życiorys
Urodził się 19 kwietnia 1909 w Wilnie, w rodzinie Artura i Emmy. Ukończył prawo na Uniwersytecie Warszawskim w 1937. Debiutował w 1934 w „Kurierze Porannym”, był następnie m.in. dziennikarzem „Polski Zbrojnej”. W latach 1937–1939 był redaktorem naczelnym biuletynu „Polska Informacja Literacka”.
Brał udział w kampanii wrześniowej 1939 jako podchorąży. Podczas okupacji niemieckiej był żołnierzem Armii Krajowej, uczestniczył w powstaniu warszawskim, w Zgrupowaniu „Baszta”. Po kapitulacji powstania przebywał w niewoli niemieckiej, w Stalagu IV B Zeithain.
Od 1945 pracował w Polskiej Agencji Prasowej, był m.in. jej korespondentem w Norymberdze, gdzie relacjonował proces zbrodniarzy hitlerowskich przed Międzynarodowym Trybunałem Wojskowym. W latach 1947–1948 był korespondentem „Expressu Wieczornego” i „Robotnika” w Berlinie, a następnie – do 1956 i ponownie od 1960 do 1968 – korespondentem „Trybuny Ludu” w Berlinie i Bonn. W latach 1956–1960 był dziennikarzem tych pism w Waszyngtonie.
Publicysta tygodnika „Świat” (1968–1969), „Perspektyw” (1969–1990), komentator „Rzeczpospolitej” (1982–1989). Członek Rady Krajowej PRON w 1983 roku.
Członek: Stowarzyszenia Dziennikarzy Polskich (do 1982), Stowarzyszenia Dziennikarzy PRL (1982–1989, w tym prezes Polskiego Klubu Publicystyki Międzynarodowej  w latach 1983–1989), Stowarzyszenia Dziennikarzy RP (1990–2006, w tym prezes), Związku Literatów Polskich (1945–1983) i tzw. nowego ZLP (1983–2006), Związku Autorów i Kompozytorów Scenicznych ZAiKS. W latach 1986–1989 był członkiem Ogólnopolskiego Komitetu Grunwaldzkiego. W latach 1988–1990 członek Rady Ochrony Pamięci Walk i Męczeństwa.
W 1984 Stefan Kisielewski umieścił go na tak zwanej "liście Kisiela".
Leopold Tyrmand w swoim Dzienniku 1954 uznaje go za jednego z tzw. „fabrykantów kłamstw”.
Był bratankiem malarza Władysława Podkowińskiego. Mieszkał w Warszawie przy ul. Filtrowej.
Zmarł w Warszawie, pochowany 16 sierpnia 2006 na cmentarzu komunalnym Północnym (kwatera T-XIX-13-2-13).

## Twórczość
- IV Rzesza rośnie (reportaże; Wiedza 1948)
- Pamiętniki Goebbelsa (publicystyka; Książka i Wiedza 1948)
- Trzy miesiące w USA (reportaże; Książka i Wiedza 1949)
- Nowe Niemcy (publicystyka; Książka i Wiedza 1950)
- Za amerykańskim kordonem (publicystyka; Czytelnik 1952)
- W cieniu norymberskiej Temidy. Wrażenia korespondenta z procesu norymberskiego (Czytelnik 1954)
- Waffen SS, prekursor "armii europejskiej" (publicystyka; Polski Instytut Spraw Międzynarodowych 1954)
- Pierścień kardynała (publicystyka; Czytelnik 1955)
- Między Odrą a Renem (publicystyka; Śląsk 1955)
- USA przez zwykłe okulary (publicystyka; Książka i Wiedza 1957)
- Czy zegary NRF chodzą szybciej? (publicystyka; Książka i Wiedza 1959, 1960)
- Na ostrzu noża (publicystyka; Wydawnictwo Łódzkie 1960)
- Erhard i co dalej? (publicystyka; Książka i Wiedza 1965)
- Czekanie na Straussa (publicystyka; Książka i Wiedza 1967)
- Europa Straussa (publicystyka; Książka i Wiedza 1969)
- Konfrontacje z przeszłością. Od Adolfa Hitlera do Adolfa von Thaddena (publicystyka; Książka i Wiedza 1969, 1971)
- Armaty w herbie. Saga rodu Kruppów (publicystyka; Śląsk 1970)
- Niemcy i ja (publicystyka; Książka i Wiedza 1972)
- W kręgu Hitlera (publicystyka; Książka i Wiedza 1975, 1976, 1978, wydanie poszerzone: 1983, 1987, ISBN 83-05-11688-3; wyd. 6 poprawione i uzupełnione: 1995, ISBN 83-05-12694-3)
- Dyliżansem po Warszawie (oprac. graf. Tadeusz Michaluk; Książka i Wiedza 1975, 1987)
- Gdyby Polska nie była uparta (publicystyka; Krajowa Agencja Wydawnicza 1976, 1981, wyd. 3 poprawione i uzupełnione 1989, ISBN 83-03-02829-4)
- Moje spotkania w NRD (publicystyka; Krajowa Agencja Wydawnicza 1977)
- Między Renem a Łabą (Wydawnictwo Poznańskie 1979, ISBN 83-210-0068-1)
- NRD wczoraj i dziś (wespół z Michałem Jaranowskim i Eugeniuszem Możejką; Krajowa Agencja Wydawnicza 1980)
- RFN-realizm i niepokoje (Wydawnictwo Poznańskie 1981, ISBN 83-210-0293-5)
- Gdyby Hitler wygrał wojnę (publicystyka; Wydawnictwo Ministerstwa Obrony Narodowej 1983, 1985, ISBN 83-11-07002-4)
- Po obu stronach Atlantyku (Wydawnictwo Poznańskie 1984, ISBN 83-210-0485-7)
- Róże dla Kaina. W kręgu niemieckiej historii (Państwowy Instytut Wydawniczy 1988, ISBN 83-06-01690-4)
- Norymberga: proces stulecia (Kto Jest Kim 1996, ISBN 83-906213-1-2)

## Inne prace redakcyjne
- Janusz Moszczeński, Maria Wągrowska, 50 [pięćdziesiąt] dni grozy (autor posłowia; Krajowa Agencja Wydawnicza 1978)
- Bernt Engelmann, Wielki Federalny Krzyż Zasługi: powieść faktu (autor przedmowy; przekł. z niem. Marek Fijałkowski; wyd. 2: Wydawnictwo Poznańskie 1979, ISBN 83-210-0084-3)
- Günter Wallraff, Wstępniak: człowiek, który był w „Bildzie” Hansem Esserem (autor posłowia; przekł. z niem. Henryk Wandowski; Wydawnictwo Poznańskie 1982, ISBN 83-210-0305-2)
- Rolf Hochhuth, Miłość w Niemczech (autor przedmowy; przekł. z niem. Eugeniusz Wachowiak; Wydawnictwo Poznańskie 1984, ISBN 83-210-0466-0)

## Ordery i odznaczenia
- Order Budowniczych Polski Ludowej (1984)[9]
- Krzyż Komandorski z Gwiazdą Orderu Odrodzenia Polski (1999)[10]
- Order Sztandaru Pracy I klasy
- Order Sztandaru Pracy II klasy
- Medal 30-lecia Polski Ludowej
- Medal 10-lecia Polski Ludowej (1955)[11]
- Odznaka „Zasłużony Działacz Kultury”
- Złota odznaka "Za zasługi dla dziennikarstwa" (1985)[12]
- Krzyż Kawalerski Orderu Iranu (Iran)
- Złoty Krzyż Orderu Zasługi Austrii (Austria)
- Medal Zasługi (NRD, 1986)[13]
- Medal im. Juliusza Fučika (Czechosłowacja)

Źródło:.

## Nagrody
- Nagroda Klubu Publicystów Międzynarodowych SDP (1972)
- Nagroda Ministra Kultury i Sztuki (1974)
- Nagroda Prezesa RSW „Prasa-Książka-Ruch” (1976)[15]
- Nagroda im. Bolesława Prusa (1979)
- Nagroda im. Wacława Worowskiego (ZSRR, 1987)
- Nagroda Międzynarodowej Organizacji Dziennikarskiej (1991)

Źródło:.